# Slieve Croob
Slieve Croob (irsky Sliabh Crúibe - 534 m n. m.) je vrchol menšího kopcovitého masívu Dromara Hills v severoirském hrabství Down ve Spojeném království. Území Slieve Croob je součástí většího chráněného krajinného celku Mourne & Slieve Croob AONB (Area of Outstanding Natural Beauty).

## Geografie
Masív Slieve Croob s okolními vrcholky se nachází severně od pohoří Mourne - mezi vrcholy Slieve Donard a Slieve Croob je vzdálenost cca 18,5 km vzdušnou čarou. Nejbližšími významnějšími sídly jsou ves Dromara na severozápadě a městečko Castlevellan u stejnojmenného jezera na jihu. Ve vrcholových partiích severozápadních svahů Slieve Croob se nacházejí prameny řeky Lagan, jedné z největších irských řek. Řeka Lagan od svých pramenů míří na severozápad, kde se pak u Donaghcloney stáčí k severu, načež pak od Magheralinu se obrací na východ k Lisburnu a Belfastu, kde ústí do Irského moře. V Dromara Hills pramení i jiné řeky, jako například Annacloy River.

## Původ názvu a místní tradice
Zatímco poangličtělý název Slieve Croob nemá žádný význam, původní irský název lze přeložit: sliabh = hora, crúibe = podkova. Podle místních pověstí je na vrcholu hory pohřbeno dvanáct irských králů, proto se Slieve Croob také někdy přezdívá The Twelve Cairns - Dvanáct mohyl. S těmito legendami je spojen výstup na vrchol hory, který se koná každoročně první neděli v srpnu a je součástí slavnosti, zvané Cairn Sunday nebo Blaeburry Sunday (odvozeno od slova blaeberries, což je regionální pojmenování borůvek). V souladu s pověstmi má každý účastník výstupu přinést s sebou na mohyly legendárních králů menší kámen. Odpoledne a večer se v tento den na vrcholu Slieve Croob konají koncerty tradiční irské hudby s tancem a dalším programem. Tato tradice zde byla obnovena v 50. letech 20. století - v předkřesťanských dobách se zde slavil Lughnasadh, později měly slavnosti podobu oslav dožínek.

## Zajímavosti v okolí

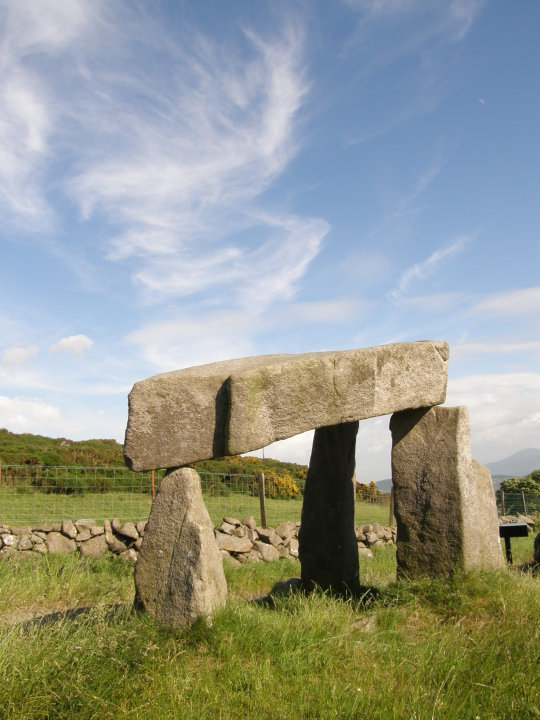
Legananny Dolmen

Legananny Dolmen - dolmen se nachází u cesty na jihozápadním svahu masívu Slieve Croob. Leží v nadmořské výšce cca 240 metrů, severozápadně od vesnice Leitrim (Liatroim), asi 1,5 km vzdušnou čarou od nižšího západního vrcholu Cratlieve (též Legananny - 429 m n. m.).
Dolmen pochází z megalitického období před cca 5000 lety. Jedná se o portál hrobky někdejšího náčelníka, což bylo potvrzeno i archeologickým průzkumem, kdy zde byly nalezeny pohřební urny.. Z Dromary je dolmen vzdálený směrem na jih 6,4 km, z Castlewelanu 8 km směrem na severozápad.
Finnis (Fionnais) Souterrain - podzemní zděné prostory, zvané též Binder’s Cove, pocházející z raně křesťanského období, pravděpodobně z 9. století n. l. Památka byla zpřístupněna v roce 2003. Na hlavní část chodeb, která má rozměry cca 1 x 1,5 metrů a je 29 metrů dlouhá, navazují dvě asi 6 m dlouhé postranní prostory. Hlavní chodba je v délce prvních zhruba 7 metrů vysoká jen 1 metr.  Památka se nachází nedaleko leganannského dolmenu a je přístupná od dubna do podzimu.

## Dostupnost
Pokud jde o veřejnou dopravu, autobusové spoje do oblasti jsou řídké a nepravidelné. Železnice do okolních obcí (zastávky Leitrim, Dromore) byla zrušena již v polovině 50. let 20. století. Masív Slieve Croob je protkán řadou cest, včetně místní silničky, která vede k vysílačům mobilních operátorů, postavených ve vrcholových partiích hory. Při východním úpatí hory se nachází malé místní letiště (Slieve Croob Airfield).

## Galerie

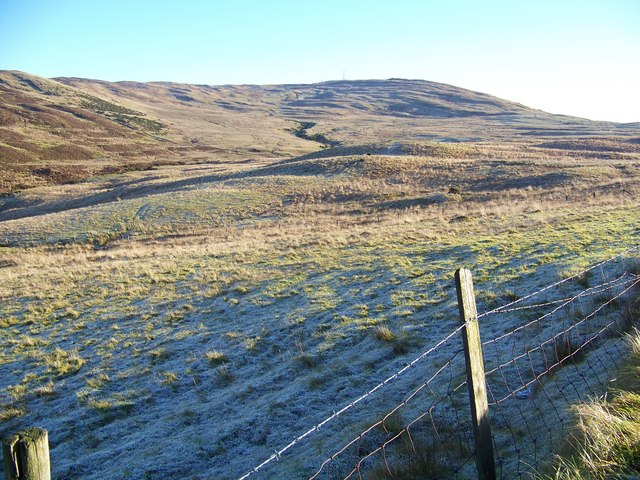
Cesta na Slieve Croob
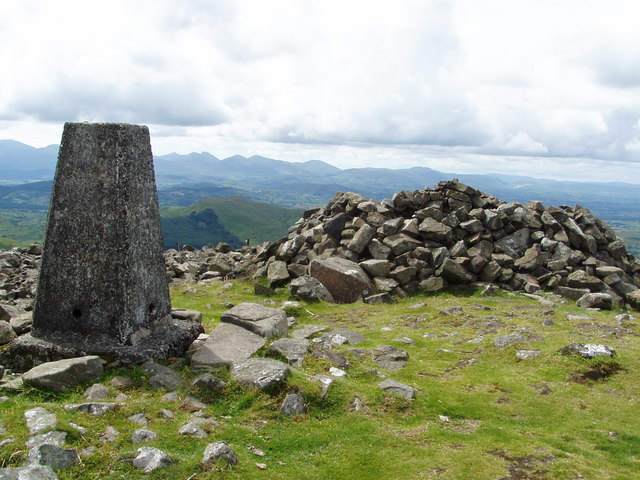
Panorama Mourne Mountains z vrcholu Slieve Croob
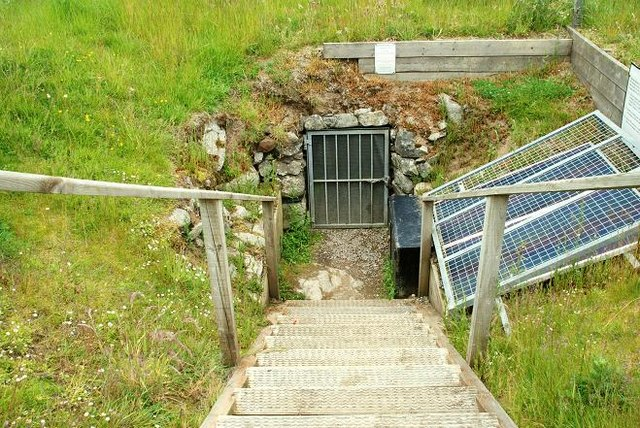
Vstup do podzemí Finnes Souterrain
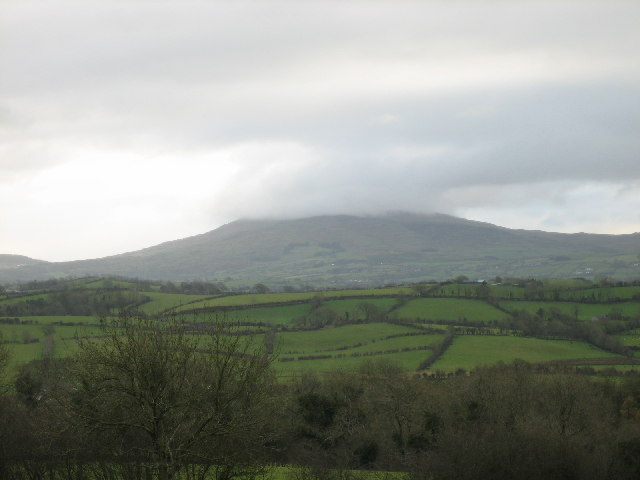
Vrchol Slieve Croob v mracích